# Колін Каннінгем
Колін Олександр Каннінгем (англ. Colin Alexander Cunningham, * 20 серпня 1966 року) —  американський актор.
Каннінгем народився в Лос-Анджелесі, штат Каліфорнія. Він відомий за його роль в телесеріалі  Зоряні ворота: SG-1  як майор ВПС США Пол Девіс. Ще одна його важлива роль — Браян Кертіс в канадському серіалі  Дізнання Да Вінчі . Він виконував роль Кертіса в серії 2006 року. В даний час він виконує роль Стівена Лефковіц в серіалі jPod.
Він знявся в ролі «Тріппа», активіста, у трилері Шостий день (2000), а також в ролі МакКейба в фільмі 2005 року «Електра».
Нещодавно він написав сценарій для короткометражного фільму Стоградусний. Він став переможцем 2007 KICK СНО AWARD.

## Фільмографія
- 1994 — За любов'ю Ненсі —  Інтем
- 1998 —  2005 — Зоряні ворота: SG-1 —  Пол Девіс
- 2000 — Шостий день —  Тріпп
- 2000 — Глушник
- 2005 — Дізнання Да Вінчі —  Брайян Кертіс
- 2005 — Електра —  МакКейб
- 2007 — 4400 — 4 сезон 2 серія
- 2007 — Стоградусний —  людина
- 2007 — Нестерпний хлопчисько
- 2008 — jPod —  Стівен Лефковіц
- 2009 — Зоряні ворота: Атлантида —  Пол Девіс
- 2011 — Небеса, що падають — Джон Поуп